# Indústria do petróleo na Rússia

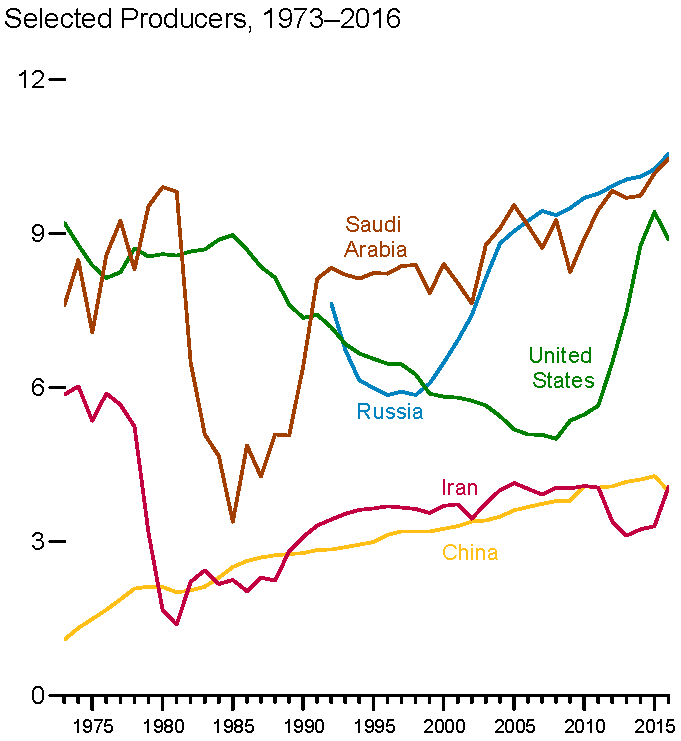
Principais países produtores de petróleo
(milhões de barris por dia)

A indústria do petróleo na Rússia é uma das maiores do mundo. A Rússia tem as maiores reservas e é o maior exportador de gás natural. A Rússia possui a segunda maior reserva de carvão, a sexta maior reserva de petróleo e é um dos maiores produtores de petróleo. É o quarto maior consumidor de energia.
A Rússia produziu uma média de 10.83 milhões de barris de petróleo por dia em dezembro de 2015. Produz 12% do petróleo mundial e tem uma participação semelhante nas exportações globais de petróleo. Em junho de 2006, a produção russa de petróleo bruto e condensado atingiu o máximo pós-soviético de 9.7 milhões de barris de petróleo por dia, excedendo a produção de 2000 em 3.2 milhões de barris de petróleo por dia. As exportações russas consistem em mais de 5 milhões de barris de petróleo por dia e quase 2 milhões de barris de produtos refinados, que se destinam principalmente ao mercado europeu. A demanda interna em 2005 foi de 2.6 milhões de barris de petróleo por dia em média. É também o principal país de trânsito do petróleo do Cazaquistão.
A Rússia é de longe o maior exportador mundial de gás natural. A maioria, mas não todas, as autoridades acreditam que a Rússia tem as maiores reservas provadas de gás natural do mundo. Fontes que indicam que a Rússia tem as maiores reservas comprovadas incluem a CIA dos EUA (47,6 trilhões de metros cúbicos), a Administração de Informações sobre Energia dos EUA (47,8 tmc), e a OPEP (48,7 tmc). No entanto, a BP credita à Rússia apenas 31,3 tmc em 1º de janeiro de 2014, o que a colocaria em segundo lugar, ligeiramente atrás do Irã (33,1 a 33,8 tmc, dependendo da fonte). Além de ter as maiores reservas provadas de gás natural do mundo, segundo estimativas do US Geological Survey, a Rússia também provavelmente terá o maior volume mundial de gás natural ainda não descoberto: um volume médio provável de 6,7 trilhões de metros cúbicos. A estimativa do USGS do petróleo não descoberto da Rússia é de 22 bilhões de barris, perdendo no mundo apenas para os do Iraque.

## As empresas de petróleo e gás da Rússia
A maior companhia petrolífera russa é a Rosneft, seguida pela Lukoil, Surgutneftegaz, Gazprom Neft e Tatneft. Todos os oleodutos (exceto Caspian Pipeline Consortium) são de propriedade e operados pelo monopólio estatal Transneft e oleodutos de derivados são de propriedade e operados por sua subsidiária Transnefteproduct.
- Refinaria JSC Antipinsky
- Gazprom (monopólio estatal de gás natural da Rússia; maior empresa de exploração e produção de gás do mundo)
- Lukoil
- Rosneft (empresa estatal russa de exploração de petróleo e gás)
- Surgutneftegas
- Tatneft
- Northgas
- Transneft (monopólio de gasodutos da Rússia)
- Bashneft (empresa russa de refinaria de petróleo; uma das maiores produtoras de derivados de petróleo do país)
- Russneft
- Itera
- Novatek
- Rusneftegaz